# Acropiesta pseudosciarivora
Acropiesta pseudosciarivora är en stekelart som beskrevs av Macek 1998. Acropiesta pseudosciarivora ingår i släktet Acropiesta, och familjen hyllhornsteklar. Arten är reproducerande i Sverige.